# مركبات الغازات النبيلة
| مجموعة | 18     |
| دورة   |        |
| 1      | 2 He   |
| 1      | 10 Ne  |
| 3      | 18 Ar  |
| 4      | 36 Kr  |
| 5      | 54 Xe  |
| 6      | 86 Rn  |
| 7      | 118 Og |

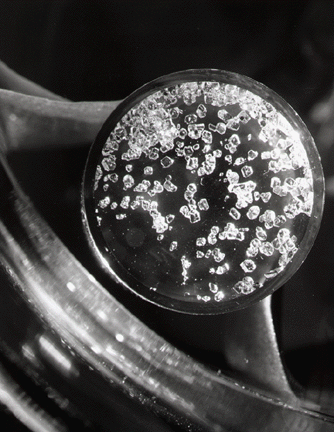

مركبات الغازات النبيلة هي مركبات كيميائية تتضمن عنصرا من الغازات النبيلة من المجموعة 18 من الجدول الدوري. على الرغم من أن عناصر الغازات النبيلة عموما عناصر غير متفاعلة، ولقد لوحظ العديد من هذه المركبات، وخاصة التي تحتوى على عنصر الزينون.
من وجهة النظر الكيميائية، يمكن تقسيم الغازات النبيلة إلى مجموعتين:الكريبتون المتفاعل نسبيا(تأين طاقة 14.0 eV)، زينون (12.1 eV) ، ورادون (10.7 eV) من جهة.وغير المتفاعلة جدا الآرغون (15.8 eV) والنيون (21.6 eV)، والهيليوم (24.6 eV) من جهة آخرى.
في عام 1933، توقع الكيميائي والفيزيائي الأمريكي لينوس باولنغ أن الغازات النبيلة الأثقل سوف تكون قادرة على تشكيل مركبات مع الفلور والأكسجين.، وتوقع وجود سداسي فلوريد الكريبتون (KrF6) وسداسي فلوريد الزينون (XeF6)، وخمن بأن سداسي فلوريد الزينون قد يوجد كمركب غير مستقر، واقترح أن حمض الزينيك سيشكل أملاح البيركسينات